# Сафарли, Алияр Курбанали оглы
Алияр Курбанали оглы Сафарли (азерб. Səfərli Əliyar Qurbanəli oğlu ; 28 декабря 1937, Anabad, Нахичеванская АССР — 4 января 2017, Баку) — советский и азербайджанский филолог и дипломат, член-корреспондент НАНА (1989), Чрезвычайный и Полномочный Посол Азербайджана в Иране (1994—1998).

## Биография
В 1960 г. окончил факультет востоковедения Бакинского государственного университета (БГУ) по направлению «иранская филология».
В 1960—1968 гг. — научный сотрудником Института литературы им. Низами Академии наук Азербайджанской ССР. В 1971—1973 годах работал переводчиком в Афганистане. Долгое время преподавал на филологическом факультете БГУ; в 1986—1994 гг. — заведующий кафедрой истории азербайджанской литературы, затем — профессор кафедры. Доктор филологических наук.
Автор 30 научных монографий.
Являлся специалистом в изучении средневековой азербайджанской литературы. Был ведущим исследователем жизни и творчества Месихи, эпической поэме Азербайджана в 17 и 18 веках. Открыл ряд забытых литературных памятников, принадлежавших перу Месихи, Кади Бурханеддин Ахмеда, Физули. В течение многих лет он возглавлял отдел литературоведения Министерства образования Азербайджанской ССР и Азербайджана и принимал непосредственное участие в разработке учебников, учебных пособий и программ для средней и высшей школы.
В 1994—1998 годах — Чрезвычайный и Полномочный Посол Азербайджанской Республики в Исламской Республике Иран и в Организации экономического сотрудничества и развития (ОЭСР).